# Solanum aturense
Solanum aturense es una planta de la familia Solanaceae.

## Descripción
Son plantas trepadoras, arbustos o árboles, armados; tallos hispídulos con cerdas duras de 2–6 mm de largo y tricomas estrellados con pedículo corto o sésiles, copiosamente armados con acúleos recurvados, gruesos. Hojas mayormente en pares subiguales, lanceoladas a ovadas, 5–15 cm de largo, ápice agudo, acuminado o redondeado, base obtusa o redondead. Inflorescencias en racimos simples con 3–10 flores, laterales en el tallo. El fruto es una baya globosa, 2–3 cm de diámetro, glabra, roja o anaranjada, pedicelos fructíferos alargados, engrosados y curvados; semillas discoides, 3.5–6 mm de diámetro.

## Distribución
Es una especie poco común, áreas perturbadas, zona atlántica; a una altitud de 0–800 m; fl y fr todo el año; desde el sur de México al norte de Sudamérica.  

## Taxonomía
Solanum aturense fue descrita por Michel Félix Dunal y publicado en Solanorum generumque affinium synopsis. Seu Solanorum historiae editionis secundae summarium, ad characteres differentiales redactum, seriem naturalem, habitationes stationesque specierum breviter indicans 32. 1816.
Etimología
Solanum: nombre genérico que deriva del vocablo Latíno equivalente al Griego στρνχνος (strychnos) para designar el Solanum nigrum (la "Hierba mora") —y probablemente otras especies del género, incluida la berenjena —, ya empleado por Plinio el Viejo en su Historia naturalis (21, 177 y 27, 132) y, antes, por Aulus Cornelius Celsus en De Re Medica (II, 33). Podría ser relacionado con el Latín sol. -is, "el sol", debido a que la planta sería propia de sitios algo soleados.
aturense: epíteto
Sinonimia
- Solanum asperrimum Bitter & Moritz
- Solanum secundum Bitter & O. Moritz
- Solanum setulosum Pittier[5]